# Griffinia gardneriana
Griffinia gardneriana är en amaryllisväxtart som först beskrevs av Herb., och fick sitt nu gällande namn av Pierfelice Ravenna. Griffinia gardneriana ingår i släktet Griffinia och familjen amaryllisväxter. Inga underarter finns listade i Catalogue of Life.